# Dolno Orizari (Bitola)
Dolno Orizari (en macédonien Долно Оризари) est un village du sud-est de la Macédoine du Nord, situé dans la municipalité de Bitola. Le village comptait 1834 habitants en 2002.

## Démographie
Lors du recensement de 2002, le village comptait :
- Macédoniens : 1 828
- Roms : 4
- Valaques : 1
- Autres : 1